# Klopce, Žužemberk
Klopce so naselje v Občini Žužemberk.